# Lauch (Fluss)
Die Lauch ist ein knapp 47 km langer linker Zufluss der Ill im Elsass (Region Grand Est).

## Name
In der ersten schriftlichen Aufzeichnunge wird der Fluss Lorfaha (817, Fälschung 12. Jh.) genannt. In den Urkunden des 13. Jh. wird er als Lôuchach, Lochaha oder auch Locha bezeichnet. Die Deutung des Bestimmungsworts ist unsicher. Es sind mehrere Herleitungen möglich:
- althochdeutsch louh ‚Lauch‘
- germanisch *lauka- ‚gebogen‘
- keltisch *louko- ‚schwarz glänzend‘.

Die Endung -aha bedeutet ‚Fließgewässer‘.

## Geographie

### Verlauf
Die Lauch entspringt am Ostabhang der Vogesen an den Hängen des Markstein. Im weiteren Verlauf staut eine Staumauer seit 1894 den Fluss zum Lauchsee, bevor er durch das Tal der Lauch, auch Florival genannt, Guebwiller und Rouffach erreicht. In Colmar mündet die Lauch dann in die Ill.

### Einzugsgebiet
Das Einzugsgebiet der Lauch ist 390,1 km² groß und besteht zu 43,09 % aus landwirtschaftlichem Gebiet, zu 48,65 % aus Waldflächen und zu 8,16 % aus bebauten Flächen.

### Zuflüsse
Die wichtigsten Zuflüsse sind der Ohmbach, der Lohbach und die Alte Thur, ein Nebenarm der Thur.
Zuflüsse der Lauch, flussabwärts:
- Jungfrauenrunz (rechts), 0,9 km
- Hirsengraben (Hirsengrabenrunz) (rechts), 2,2 km
- Klinzrunz (links), 1,6 km
- Rehgrabenrunz (rechts), 1,3 km
- Schmelzrunz (links)
- Belchenseebach (rechts), 3,9 km
- Hoellrunz (links)
- Schellrunz (links), 2,0 km
- Felsenbach (rechts), 3,8 km
- Linthalbach (links), 3,5 km
- Gross Sulzbach[4] (links), 3,6 km
- Klein Sulzbach (links), 1,6 km
- Widersbach (rechts), 1,4 km
- Durrenbach (links), 3,8 km
- Krebsbach (links)
- Murbach (Breitenbachrunz) (links), 6,3 km
- Lachmattenbach (rechts)
- Ohmbach (links), 9,2 km, 64,8 km², 0,14 m³/s
- Lohbach (rechts), 18,6 km. 93,0 km², 0,24 m³/s
- Fallbach (links)
- Alte Thur oder französisch Vieille Thur (rechts; linker Abzweig der Thur), 25,9 km, 65,5 km², 0,59 m³/s